# Молдава на Бодви
Молдава на Бодви (слч. Moldava nad Bodvou, мађ. Szepsi) град је у Словачкој, у оквиру Кошичког краја, где је највеће насеље у саставу округа Кошице-околина.

## Географија
Молдава на Бодви је смештена у југоисточном делу државе, близу границе са Мађарском (9 km јужно од града). Главни град државе, Братислава, налази се 370 km западно од града.
Рељеф: Молдава на Бодви се развила у југоисточном подгорју Татри, на месту где се горје силази у Кошичку котлину. Град се на око 220 m надморске висине.
Клима: Клима у Молдави на Бодви је умерено континентална.
Воде: Кроз Молдаву на Бодви протиче речица Бодва.

## Историја
Људска насеља на овом простору датирају још из праисторије. Насеље под данашњим именом први пут се спомиње у 1255. године, а 1345. године насеље је добило градска права. Током следећих векова град је био у саставу Угарске као обласно трговиште.
Крајем 1918. године. Молдава на Бодви је постала део новоосноване Чехословачке. У времену 1938-44. године град је био враћен Хортијевој Мађарској, али је поново враћен Чехословачкој после рата. У време комунизма град је нагло индустријализован, па је дошло до наглог повећања становништва. После осамостаљења Словачке град је постао њено значајно средиште, али је дошло и до проблема везаних за преструктурирање привреде.

## Становништво
| Година:    | 1994. | 2004.   | 2014.    | 2024.   |
| ---------- | ----- | ------- | -------- | ------- |
| Број људи: | 9332  | 9807    | 11 202   | 10 275  |
| Разлика:   |       | +5,09 % | +14,22 % | -8,27 % |

| Година:    | 2023.  | 2024.   |
| ---------- | ------ | ------- |
| Број људи: | 10 254 | 10 275  |
| Разлика:   |        | +0,20 % |

Данас Молдава на Бодви има око 10.000 становника и последњих година број становника стагнира.
Етнички састав: По попису из 2001. године састав је следећи:
- Словаци - 50,5%,
- Мађари - 43,6%,
- Роми - 3,7%,
- Чеси - 0,5%%,
- остали.

Верски састав: По попису из 2001. године састав је следећи:
- римокатолици - 83,6%,
- атеисти - 6,9%%,
- гркокатолици - 3,4%,
- лутерани - 3,4%,
- остали.

## Партнерски градови
- Еделењ
- Енч
- Бжозов
- Шиклош